# Elatostema longipes
Elatostema longipes är en nässelväxtart som beskrevs av Wen Tsai Wang. Elatostema longipes ingår i släktet Elatostema och familjen nässelväxter. Inga underarter finns listade i Catalogue of Life.